# Symphonie enfantine
Symphonie enfantine pour petit orchestra opus 17 is een compositie van de Fin Uuno Klami. De Nederlandse titel zou zijn kindersymfonie voor klein orkest.
Klami vond 1928 kennelijk te vroeg om een totale symfonie te schrijven; hij wilde die zware last nog niet. Een andere oorzaak kan zijn dat Klami zich richtte op met name de Franse componisten als Claude Debussy en Maurice Ravel. En binnen de Franse klassieke muziek is een symfonie niet zo gewoon als bijvoorbeeld in Duitsland en het Verenigd Koninkrijk. Later zou Klami twee symfonieën componeren.
De symfonie, onder Franse titel, is geschreven tijdens Klami's verblijf in Wenen toen hij aldaar nog lessen volgde bij Hans Gál. Dit werk kan model staan voor de eigenwijsheid van de componist. De muziek is noch Weens, noch Fins; het heeft duidelijk Franse signatuur. De eerste uitvoering vond plaats op 14 december 1931 door het Filharmonisch Orkest van Helsinki onder leiding van Haapanen Toivo.

## Delen
1. Poco agitato (circa 7 minuten)
2. Berceuse (andante) (circa 4:30)
3. Molto vivo (circa 4:30)

Deze driedelige symfonie (destijds hadden de meeste symfonieën vier delen) houdt het midden tussen licht romantisch en impressionistisch. Belangrijkste is zonder meer deel 1, waarin de symfonie wordt neergezet. Deel twee is een wiegelied, een genre waarin Klami meerdere werken schreef; toonsoort is E-majeur in opening en coda, het middenstuk is geschreven in A-mineur. Het derde deel heeft iets weg van salonmuziek waarop gedanst kan worden; bij Klami wordt dat moeilijk; de maatverdeling wijzigt steeds tussen drie- en tweekwartsmaat; dat wordt wisselen tussen wals en quickstep. Het derde deel bevat een passage die sterk doet denken aan Le Sacre du printemps van Igor Stravinsky op het gebied van de strakke ritmische en maatwisselende violen.

## Orkestratie
- 1 dwarsfluit, 1 piccolo, 2 hobo’s waaronder een althobo , 1 A-klarinet tevens Bes-klarinet, 1 fagot;
- 1 hoorn, 1 C-trompet
- 1 stel pauken, 1 man / vrouw percussie, 1 harp
- violen, altviolen, celli, contrabassen.

## Discografie
- Uitgave BIS Records; het Tapiola Sinfonietta onder leiding van Jean-Jaques Kantorow; een opname uit 1996. Het boekwerkje werd geschreven door Kalevi Aho, ook Finse componist
- Uitgave Alba Records Oy; het Kymi Sinfonietta onder leiding van Juha Nikkola;
- Uitgave Ondine: Tampere Philharmonisch Orkest o.l.v. Tuomas Ollila, een opname uit november 1995